# Diecezja Alessandria della Paglia
Diecezja Alessandria della Paglia (łac. Diœcesis Alexandrina Statiellorum) – diecezja Kościoła rzymskokatolickiego we Włoszech, a ściślej w Piemoncie. Należy do metropolii Vercelli. Została erygowana w 1175 roku. Wszystkie parafie diecezji położone są na terenie świeckiej prowincji Alessandria.

## Główne świątynie
- Katedra: Katedra świętych Piotra i Marka w Alessandrii
- Bazylika mniejsza: Bazylika św. Dalmacjusza w Quargnento